# Instituto Marqués de Manzanedo (Santoña)

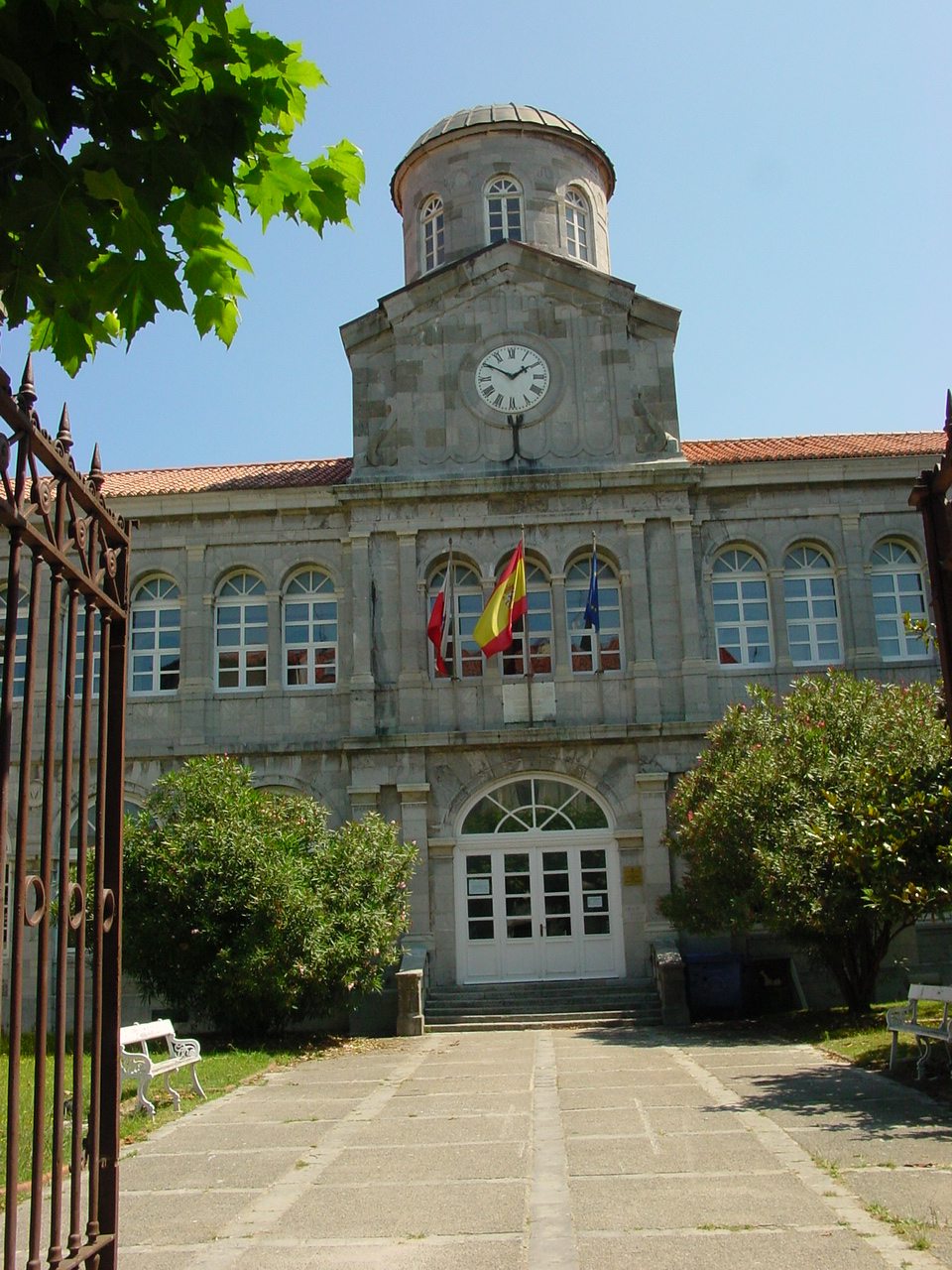
Fachada principal del Instituto.

El Instituto de Educación Secundaria Marqués de Manzanedo se encuentra en la localidad cántabra de Santoña, España. Fue concebido y patrocinado por Juan Manuel de Manzanedo, marqués de Manzanedo y duque de Santoña, inaugurado el sábado 24 de junio de 1871. Se creó con el nombre de Colegio de San Juan Bautista. La obra fue realizada por el arquitecto Antonio Ruiz de Salces. Es un edificio neoclásico que ocupa un rectángulo de 59 m por 63 m, más 13 de jardín y 9000 m de superficie para huerta por la parte de atrás.

## Preliminares
Juan Manuel de Manzanedo tuvo gran empeño en crear en Santoña dos grandes obras de beneficencia, un colegio o instituto para alumnos pobres o de escasos medios económicos, oriundos en primer lugar de Santoña y un hospital para 12 enfermos pobres. Ambas obras fueron llevadas a cabo con buen éxito. El colegio tomó el nombre de Colegio de San Juan Bautista y el hospital se llamó Hospital de Nuestra Señora del Puerto que sería conocido popularmente como el Hospitalillo.
Para llevar a cabo estas dos grandes obras, el marqués de Manzanedo dirigió una instancia al ministro de la Gobernación (firmada el 29 de septiembre de 1862), solicitando el permiso pertinente. Dicha instancia comenzaba con estas palabras:

[...] reverentemente digo: Que ha llegado ya el momento de realizar una idea altamente humanitaria y civilizadora que acaricio hace ya tiempo y espero que el ilustrado Gobierno de S.M. me dispensará la protección que necesito para llevarla a feliz término.

Una vez conseguido el permiso, el marqués eligió como arquitecto de las obras a Antonio Ruiz de Salces, un prestigioso profesional que llegó a ganar silla de número en la Real Academia de Bellas Artes de San Fernando. Ruiz de Salces estudió los planos de los más afamados colegios de Europa y América y ofreció al promotor un proyecto que incluía programas, relación de mobiliario, relación de aulas, capilla, enfermería, objetos de laboratorio, etc., además del presupuesto total, los jornales de los obreros y un resumen de las disposiciones legales del momento relativas a la Primera y Segunda Enseñanza.

## Inauguración del centro

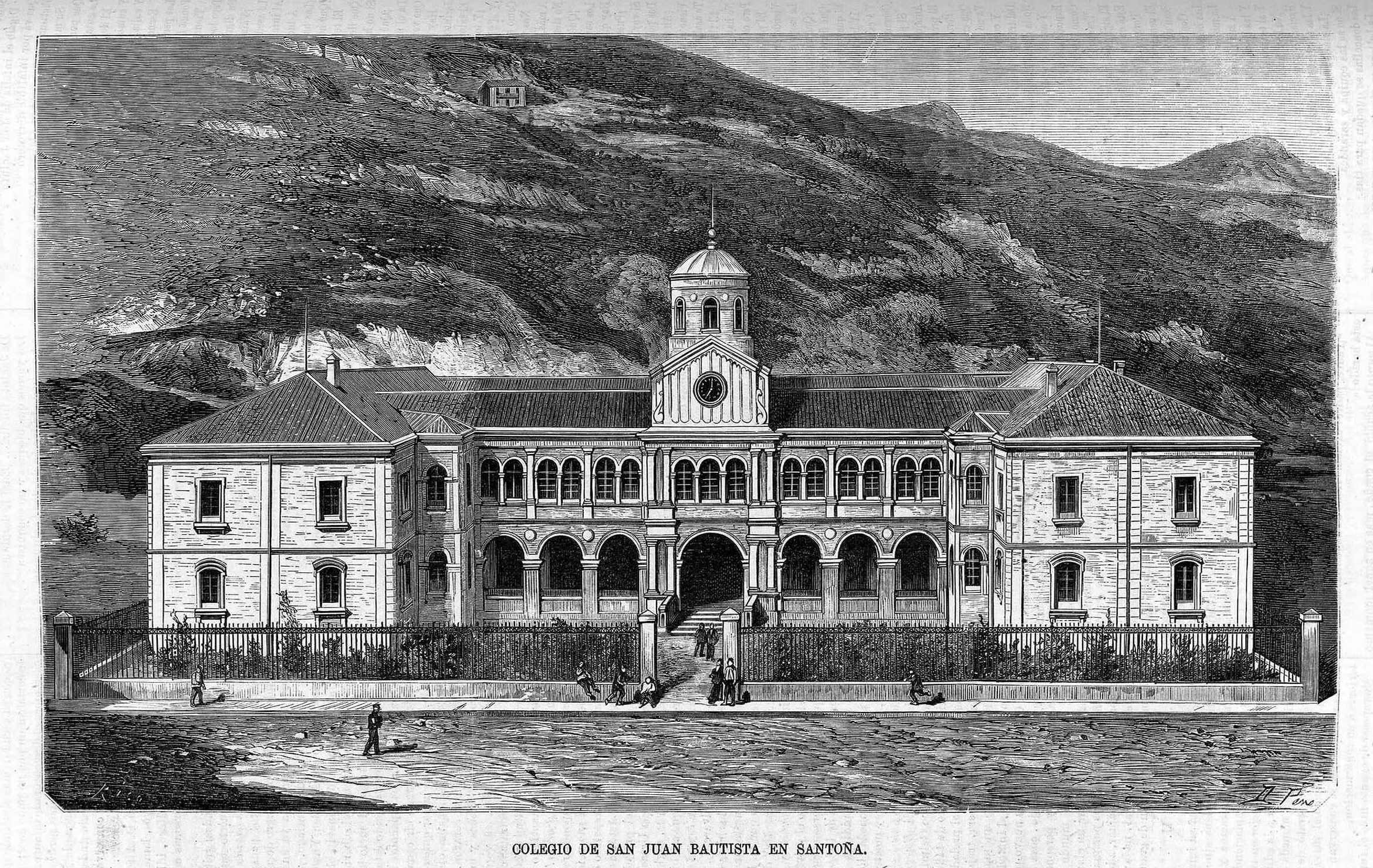
Vista del edificio el año de su inauguración, en una ilustración de Daniel Perea (La Ilustración de Madrid, 1871)

La inauguración del colegio y del hospitalillo tuvo lugar el sábado 24 de junio de 1871. La villa disfrutó de grandes fiestas desde la víspera, con iluminación especial y fuegos artificiales. La mañana del 24, la banda de música del Regimiento Zaragoza recorrió todas las calles tocando a diana. Santoña despertó esa mañana engalanada con blasones y farolillos de colores. Los actos religiosos se celebraron en la capilla del colegio con el obispo de la diócesis al frente, acompañados de la Orquesta y Coro del Ateneo de Santander. Acudieron las autoridades civiles y eclesiásticas, alcaldes de localidades cercanas y el propio Manzanedo con su familia. El marqués de Manzanedo dirigió a los santoñeses un discurso de inauguración que comenzaba así:

Señores: Una de las necesidades más generalmente sentidas en España, es la de buenos Colegios, donde los jóvenes reciban verdadera educación y enseñanza sólida y pura.

Una vez terminados los actos religiosos y los discursos, la comitiva pasó al interior del colegio para recorrer todas las dependencias. Todos estos actos fueron recogidos y editados en un libro por el escritor y miembro de la Real Academia de la Historia, Aureliano Fernández Guerra (natural de Granada). El libro salió a la luz con el título de El Libro de Santoña, editado en Madrid en 1872. El propio marqués de Manzanedo le había pedido a su amigo Aureliano Fernández que recopilase todos los datos posibles sobre la memoria de Santoña, como testimonio para la posteridad.

## Historia y evolución
Tras su inauguración el Instituto disfrutó de una vida académica brillante. Se impartían primeras letras y primeros conocimientos en cálculo para los más pequeños y las materias de Latín, Humanidades y Filosofía, Ciencias exactas, Física (con el apoyo de un rico material en museos y laboratorios), Catecismo, Religión y Moral; Geografía, Historia, Dibujo y dos asignaturas dedicadas especialmente a los chicos santoñeses: Comercio y Pilotaje. El colegio fue durante muchos años un ejemplo de buena enseñanza y disciplina, tal y como había sido el deseo del marqués de Manzanedo expresado así en su discurso de inauguración:

Excusado es también añadir que el espíritu, el orden, la disciplina, el estudio y las reglas todas que deben dirigir este Colegio, se habrán de guardar con religiosa puntual observancia. Porque nada hay bueno si no es perfecto y excelente en esta materia, y la simple negligencia degenera con facilidad en deplorable abandono y mísera corrupción.

Además de los gabinetes, museos y laboratorios, el centro disponía de una buena biblioteca cuyos ejemplares habían sido donados en buena parte por el canónigo del Sacromonte de Granada, Juan Cueto Herrera.
Entre los años 1880-90 fueron ampliados los estudios y se empezó a impartir las materias de Francés, Inglés, Retórica y Poética; Geografía fabril, Música y Gimnasia. Se intensificaron las clases de Náutica y Comercio.
Regía el colegio una Fundación que aún no tenía carácter oficial, representada y dirigida por la marquesa de Manzanedo, quien a la muerte de su padre había asumido toda responsabilidad.
A partir de 1920 comenzaron a surgir problemas económicos. Por entonces el profesorado corría a cargo de los Hermanos de las Escuelas Cristianas, que se vieron obligados a suspender los cursos de Bachillerato que hasta 1933 no fueron restablecidos. Fue en este año de 1933 cuando el Ayuntamiento de Santoña envió un escrito al Ministerio de Instrucción Pública y Bellas Artes pidiendo el cambio de nombre del Instituto:

[…] para honrar la memoria del que fue hijo de Santoña D. Juan Manuel Manzanedo y González, el Ayuntamiento de esta Villa, en atención a los desvelos que por la enseñanza de la misma tuvo continuamente, propone a ese Ministerio que el Instituto creado en ella lleve su nombre y recupero la Segunda Enseñanza. […]

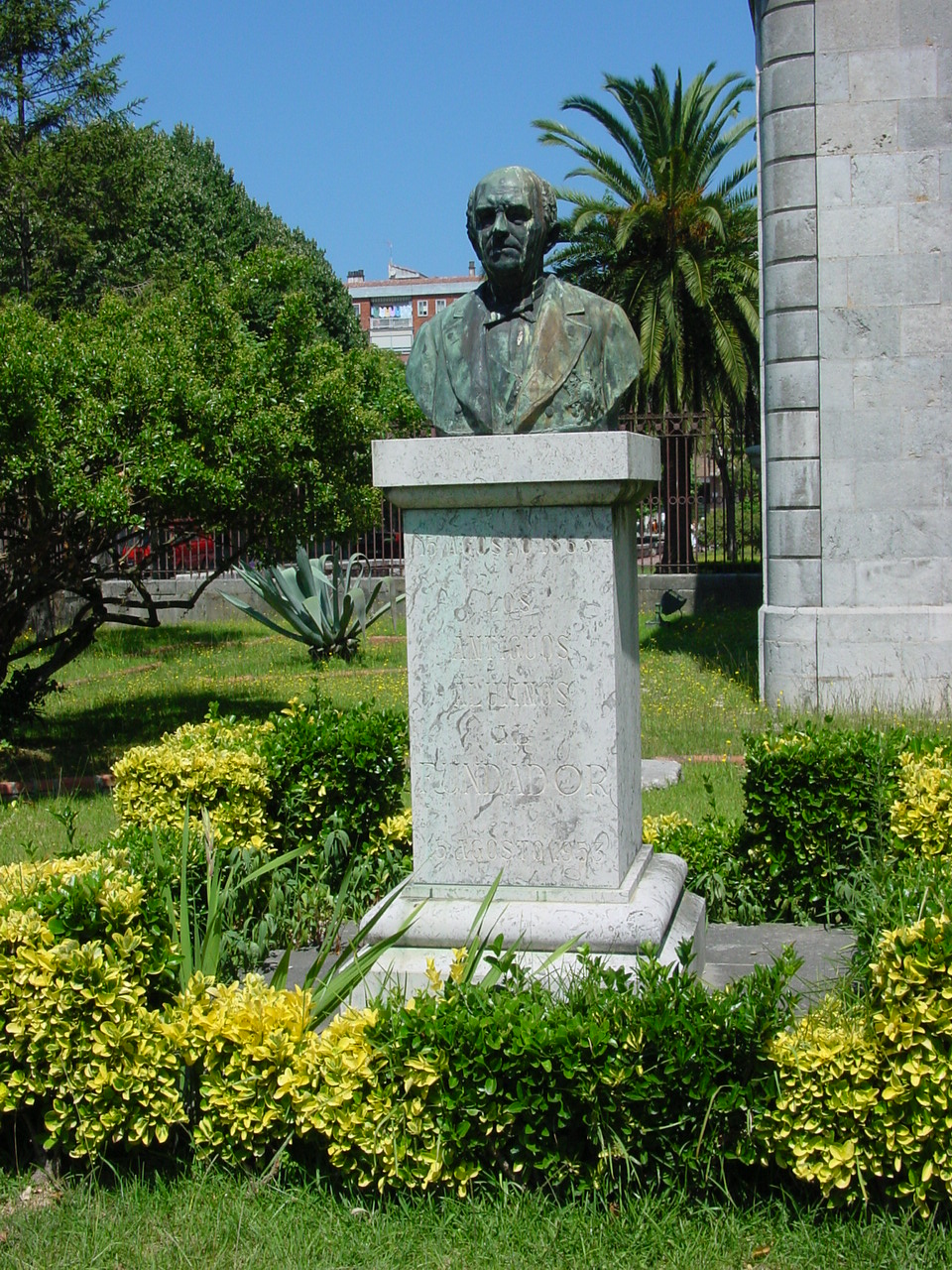
Busto del marqués de Manzanedo.

El Ministerio respondió afirmativamente y el Ayuntamiento dio cuenta de ello el 5 de enero de 1934 en sesión plenaria. El colegio pasó a llamarse Instituto Nacional de Segunda Enseñanza Manzanedo de Santoña. El centro recuperó su vida normal, acudiendo alumnos de las localidades cercanas de Laredo, Colindres, Voto, Treto y Cicero, para lo que se puso un servicio especial de autobús escolar. Los Maristas siguieron al frente del colegio hasta los años 50 del siglo XX en que la docencia pasó a cargo de un profesorado.
Durante la Guerra Civil, el edificio fue habilitado por un tiempo como campo de concentración de prisioneros republicanos. Soldados del Corpo di Truppe Volontarie italiano abrieron el recinto en septiembre de 1937, y llegaron a hacinarse allí más de 2700 reclusos. El campo, ya bajo el control de las tropas franquistas, cerró sus puertas en septiembre de 1939, una vez finalizado el conflicto.
El 15 de agosto de 1953 se celebró el 90 aniversario de la colocación de la primera piedra del edificio. Con ese motivo, un grupo de exalumnos ofreció un busto del marqués de Manzanedo que fue colocado en los jardines, en un lateral de la fachada.
En los primeros años del siglo XXI el centro tomó el nombre de Instituto de Enseñanza Secundaria Marqués de Manzanedo. En el año 2005 contaba con 383 alumnos y 50 profesores más 9 profesionales dedicados a la administración y mantenimiento.

## Descripción arquitectónica
La planta es un rectángulo de 59 m por 63 m, más 13 de jardín por la parte de delante y 9000 m de superficie para huerta por la parte de atrás. El edificio es de estilo neoclásico y está rodeado por una buena verja. Los muros exteriores de la fachada principal están hechos de sillería y sillarejo. El resto es de mortero hidráulico revocado imitando a la piedra. En ambos lados de la fachada principal se adelantan sendos pabellones. En el centro, en lo que es la fachada principal pueden verse dos galerías, la de arriba con 15 arcos con cristalera y la de abajo con 7. Sobre los 3 arcos centrales de la galería superior se alza otro cuerpo con frontón donde está instalado el reloj y un poco más arriba la torre del observatorio astronómico.
El inmueble tiene también una capilla que acoge el panteón de la familia Manzanedo con 14 nichos. Al frente de la capilla lateral y sobre el altar está enterrado Juan Manuel Manzanedo, marqués de Manzanedo y a su lado, su hija, Josefa Manzanedo Intentas.